# Punctoterebra arabella
Punctoterebra arabella é uma espécie de gastrópode do gênero Punctoterebra, pertencente a família Terebridae.

## Descrição
O comprimento da concha varia entre 11 mm a 22 mm.

## Distribuição
Esta espécie é distribuída no Oceano Pacífico, ao longo da Indonésia e da Polinésia Francesa.